# Kup Jugoslavije 1996-1997
La Kup Jugoslavije 1996-1997 (Coppa Jugoslava 1996-1997) fu la 6ª edizione della Kup Jugoslavije e la quinta della Repubblica Federale di Jugoslavia.
La coppa fu vinta dalla Stella Rossa che sconfisse in finale la Vojvodina.

## Sedicesimi di finale
| Squadra 1     | Risultato | Squadra 2    |
| ------------- | --------- | ------------ |
| Cement Beočin | 0-2       | Vojvodina    |
| Kom           | ?         | Stella Rossa |
| BSK Batajnica | 2-1       | Partizan     |

## Ottavi di finale
| Squadra 1          | Totale          | Squadra 2      | Andata | Ritorno |
| ------------------ | --------------- | -------------- | ------ | ------- |
| BSK Batajnica      | 1 – 1 (8-7 dtr) | Budućnost      | 1 – 0  | 0 – 1   |
| Bečej              | 0 – 1           | Obilić         | 0 – 0  | 0 – 1   |
| Hajduk Kula        | 0 – 2           | Stella Rossa   | 0 – 2  | 0 – 0   |
| Proleter Zrenjanin | 5 – 1           | Borac Čačak    | 4 – 1  | 1 – 0   |
| OFK Belgrado       | 3 – 6           | Mladost Lučani | 2 – 1  | 1 – 5   |
| Vojvodina          | 4 – 1           | Radnički Niš   | 2 – 0  | 2 – 1   |
| Zemun              | 2 – 3           | Rad            | 2 – 0  | 0 – 3   |
| Jedinstvo Paraćin  | 8 – 2           | Novi Sad       | 4 – 1  | 4 – 1   |

## Quarti di finale
| Squadra 1     | Totale | Squadra 2          | Andata | Ritorno |
| ------------- | ------ | ------------------ | ------ | ------- |
| BSK Batajnica | 2 – 4  | Jedinstvo Paraćin  | 0 – 0  | 2 – 4   |
| Stella Rossa  | 3 – 0  | Rad                | 2 – 0  | 1 – 0   |
| Vojvodina     | 3 – 2  | Proleter Zrenjanin | 1 – 0  | 2 – 2   |
| Obilić        | 2 – 1  | Mladost Lučani     | 2 – 0  | 0 – 1   |

## Semifinali
| Squadra 1    | Totale          | Squadra 2         | Andata | Ritorno |
| ------------ | --------------- | ----------------- | ------ | ------- |
| Vojvodina    | 1 – 0           | Jedinstvo Paraćin | 1 – 0  | 0 – 0   |
| Stella Rossa | 3 – 3 (5-4 dtr) | Obilić            | 1 – 2  | 2 – 1   |

## Finale
| Squadra 1 | Totale | Squadra 2    | Andata | Ritorno |
| --------- | ------ | ------------ | ------ | ------- |
| Vojvodina | 0 - 1  | Stella Rossa | 0 - 0  | 0 - 1   |

| Arbitro: | Miroslav Radoman (Vrbas) |

| |            | |
| Mijanović Dragić Halilagić Bjegović (50' Z. Cilinšek) Grujić Dunđerski Vasković (70' Drinčić) M. Aleksić Milosevski (46' Z. Jovanović) Kozoš Đurković | Formazioni | D. Jevrić N. Sakić Vanić Višinka (53' Ljubojević) G. Đorović Njeguš Pantelić D. Stanković Anić Jovičić Mićić (71' Ognjenović) |
| Ljubomir Petrović | Allenatori | Vojin Lazarević |

| Arbitro: | Slavko Radulović (Podgorica) |

| |            | |
| Njeguš 85’ (rig.) | Marcatori  | |
| D. Jevrić N. Sakić Vanić G. Bošković G. Đorović Njeguš (72' Ljubojević) Lazetić Pantelić D. Stanković (50' Mićić) Jovičić (65' Ognjenović) Anić | Formazioni | Mijanović Lj. Aleksić (87' Z. Jovanović) Dunđerski Bjegović Dragić Vasković Z. Cilinšek Vranjes Milosevski Stojak Đurković (76' Drinčić) |
| Vojin Lazarević | Allenatori | Ljubomir Petrović |